# بزة أرجوانية
بزة أرجوانية أو بزة الزعتر (الاسم العلمي Zygaena purpuralis)، حشرة من فصيلة البزيات ورتبة حرشفيات الأجنحة. موطنها بعض الأقاليم المعتدلة الحرارة من الشرق الأوسط إلى أوروبا. فراشتها جارسة قوتها رحيق الأزهار. سرفتها خاضلة قوتها أوراق الزعتر وزمعاته.